# Echinorhinus cookei

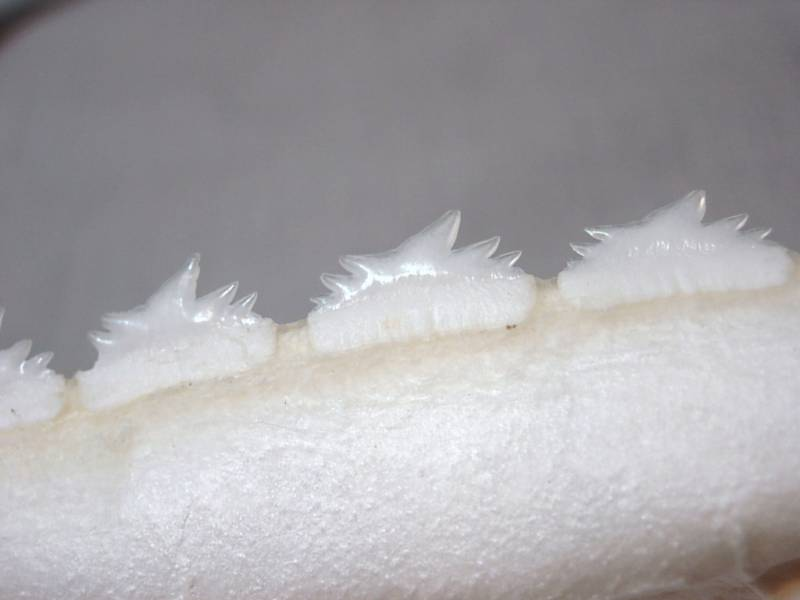
Zähne von Echinorhinus cookei

Echinorhinus cookei, im deutschen auch als Stachelhai bezeichnet, ist eine von zwei Arten aus der Familie der Echinorhinidae.

## Merkmale
Echinorhinus cookei ist ein großer Hai (Durchschnittsgröße ca. drei Meter, maximale Größe ca. vier Meter) mit zwei nach schwanzwärts versetzten Rückenflossen ohne Flossenstachel. Der Stachelhai hat seinen Namen aufgrund von flachen dornartigen Hautdentikeln erhalten, die sich auf dem Körper und den Flossen befinden. Die zweite Rückenflosse beginnt leicht vor dem  Ende der Bauchflossen, die Analflosse fehlt. Der Kopf ist abgeflacht mit kleinen Sauglöchern. Die fünfte Kiemenspalte ist deutlich größer als die anderen vier. Der Körper weist eine überwiegend braune Färbung auf.
Die in Reihen angeordneten Zähne (20–24 im Oberkiefer und 18–22 im Unterkiefer) können bis zu drei Nebenspitzen aufweisen.

## Lebensweise
Über die Lebensweise dieses Hais ist relativ wenig bekannt, da er nur relativ selten gefangen und noch nie länger beobachtet werden konnte.
Echinorhinus cookei lebt wahrscheinlich am Boden oder im tiefen Freiwasser (Mesopelagial) der Tiefsee (Bathyal), gewöhnlich in einer Tiefe um 420 Meter. Vereinzelt wurde er aber auch schon nahe der Wasseroberfläche gefangen. Seine Nahrung besteht, soweit bekannt, hauptsächlich aus Tiefsee-Knochenfischen, anderen kleinen Haien (z. B. Dornhaien) und Tintenfischen.
Die Art ist wie die meisten Knorpelfische ovovivipar, die Embryonen entwickeln sich also bereits im Mutterleib und werden dann lebend geboren. Die Anzahl der Jungtiere pro Wurf beträgt 15 bis 20.
Die Geburtsgröße liegt bei rund 45 Zentimetern. Die Geschlechtsreife wird bei Weibchen mit etwa 250 Zentimetern Körperlänge erreicht, über die Geschlechtsreife der Männchen liegen noch keine gesicherten Erkenntnisse vor.

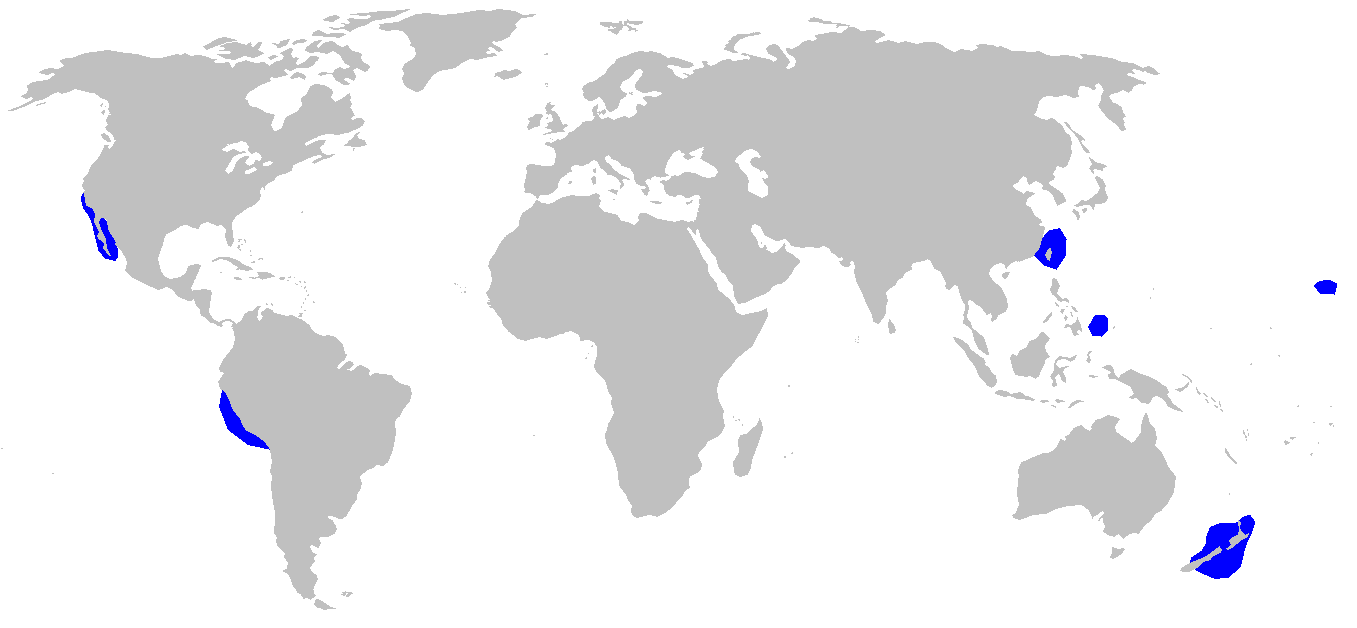
Verbreitungsgebiete

## Verbreitung
Die Art ist aus dem Pazifik (Taiwan, Neuseeland, Palau, Hawaii, Kalifornien und Peru) bekannt.